# Brachychthonius pseudoimmaculatus
Brachychthonius pseudoimmaculatus är en kvalsterart som beskrevs av Subías och Gil-Martín 1991. Brachychthonius pseudoimmaculatus ingår i släktet Brachychthonius och familjen Brachychthoniidae. Inga underarter finns listade.